# Футурама: Большой куш Бендера
«Футура́ма: Большо́й куш Бе́ндера» (в менее распространённых переводах «Футурама: Крупное дело Бендера», англ. Futurama: Bender's Big Score) — полнометражный мультфильм, сиквел популярного мультсериала «Футурама».

## Сюжет
Planet Express в 3005 году лишили лицензии, и через 2 года бывшие работники решили собраться в доме у Профессора. Во время сбора герои узнают радостную новость: лицензию вернули, а тех, кто лишил компанию лицензии, стёрли в порошок (в прямом смысле слова). По поводу возвращения Planet Express была устроена вечеринка, на которой произошёл несчастный случай: Гермес случайно отрубил себе голову и придавил тело космическим кораблём.
На время лечения тела голову Гермеса поместили в биокамеру. Во время этой процедуры Лила познакомилась с Ларсом — специалистом по биокамерам, и влюбилась в него. Прямо из больницы команда едет на задание: нужно доставить груз на планету нудистских пляжей. Там у Фрая обнаруживают татуировку на ягодицах в виде головы Бендера. Кроме того, на этой планете трое инопланетян-нудистов под предлогом подписания петиции в защиту животных получают подписи и e-mail героев. Вернувшись домой, герои застали атаку спама на свои e-mail. Гермес, чья голова находилась в биокамере, не смог повлиять на события. В результате Бендер заразился вирусом подчинения. Профессор Фансворт начинает учить команду, как не поддаваться на всякие заявления в интернете, но тут же сам верит в появившееся в сети сообщение, что он выиграл испанскую национальную лотерею, и ставит свою подпись, которую инопланетяне используют, чтобы захватить компанию Planet Express.
Компанию Planet Express мошенники использовали для захвата Земли. Кроме того, оказалось, что мошенники имеют вынюхиватель, позволяющий находить разную информацию. С помощью этого вынюхивателя они нашли татуировку на ягодице Фрая. На этой татуировке был спрятан некий код, который позволял путешествовать в прошлое. В этот момент Зубастик раскрывает себя и пытается убедить аферистов не путешествовать в прошлое, так как это может привести к разрыву во вселенной, но это не останавливает мошенников. Тогда Зубастик призывает своих сородичей, которые атакуют аферистов, но те с лёгкостью отбивают атаку. А затем, наворовав с помощью кода и Бендера (так как код был односторонним, а Бендер мог пролежать тысячу лет под землёй) различных богатств из прошлого, они, опасаясь разрыва во вселенной, решили уничтожить код, убив Фрая (они думают что он все запомнит). Убегая от пришельцев, Фрай с помощью кода на татуировке возвращается в прошлое, в 1 января 2000 года в 00:30. Аферисты отправляют в прошлое Бендера, чтобы тот убил Фрая. Бендер переносится в прошлое за некоторое время до того, как туда попадёт Фрай, но, пока Бендер его ждал, он выпил пива, которое осталось на столе с заказа Фрая из 1-й серии, ему захотелось в туалет. Чтобы не покидать пост, Бендер перенёсся на 19 секунд в прошлое и там отправился в туалет. В этот момент в прошлое попадает Фрай, и Бендер из этого времени пытается его убить, но Фрай напоминает ему про их дружбу. Бендер начинает колебаться и в итоге запускает программу самоуничтожения, но Фрай успевает его затолкать в одну из криогенных камер и заморозить на миллион лет, после чего убегает из лаборатории, но в этот момент другой Бендер, который уже сходил в туалет, начинает преследовать Фрая. Так Бендер до 2012 года гонялся за Фраем (заодно появилась одна копия Бендера во времени), пока, наконец, не увидел, как Фрай вернулся с северного полюса и отправился в пиццерию, после чего из своего ружья он уничтожил пиццерию и, решив, что он убил Фрая, вернулся в будущее.
Мошенники также с помощью Бендера украли у Профессора одно из его устройств судного дня (на 2х2 переведено как «сфера-бабах»). А после того, как Бендер вернулся из прошлого, сообщив, что убил Фрая, они стёрли код и вирус подчинения, а заодно и всю порнографию из его головы. Но позже оказалось, что Фрай остался жив: когда он в прошлом убежал из лаборатории, он вернулся в пиццерию Панучи, но затем, будучи голодным, вернулся обратно в лабораторию за пиццей, так как у него не было старых денег, оставленной им же, но, поскольку пицца была холодной, он вернулся на час назад в прошлое, где стал свидетелем, как он сам затолкнул Бендера в камеру, а затем он снова упал в криогенную камеру, пытаясь достать деньги из кармана Фрая, который сейчас находится замороженным в камере, а когда в 3000-ном году двойник Фрая из прошлого разморозился, сам Фрай ещё раз заморозил себя на 7 лет и так вернулся в настоящее (поскольку когда Фрай после первой встречи с Лилой и когда он пытался спастись, он засунул её в криокамеру, но потом сблефовал как «долг» заморозив её на 5 минут, и когда она разморозилась, она ушла, и Фрай снова заморозился пока не вернется в настоящее). После всего этого татуировку у Фрая стирает Зубастик.
Радостное известие о возвращении Фрая омрачилось тем, что мошенники планомерно захватывали Землю, разоряя её жителей. Гермес временно обрёл своё тело (до того, как мошенники стёрли временной код из головы Бендера, он достал тело Гермеса из прошлого), правда, Зойдберг пришил голову задом наперёд, но тело работало. Параллельно этому роман Лилы и Ларса двигался к свадьбе. Но во время церемонии произошла трагедия: Гермес снова отрубил себе голову. Увидев это, Ларс отказался жениться на Лиле.
Захват Земли мошенниками продолжался, они выгнали всех землян на Нептун. Там земляне решили напасть на мошенников из космоса. Оружие изготовили на фабрике Робо-Санты, а командовать операцией взялся Зепп Бранниган, который недавно отремонтировал свой корабль. Но триумф Зеппа длился недолго: первым же выстрелом был сметён его корабль. Лила пыталась принять командование на себя, но ей это не удалось. Тогда в дело вступила голова Гермеса, которую Профессор подключил к системе управления боем. Так дистанционно управляемая армада мошенников была уничтожена, но у мошенников был в рукаве козырь: взрывная сфера. Только взрывной сферы в чемоданчике не оказалось: её стащил Бендер сразу после того, как избавился от вируса подчинения. Этой сферой уничтожили корабль мошенников.
На всей Земле праздник. Кроме того, вернули тело Гермеса. Только Лила не рада: свадьба с Ларсом не состоялась. Тогда Фрай решил оставить Лилу Ларсу, а себя — заморозить ещё на тысячу лет. Но на самом деле, Ларс — это тот Фрай-дубликат, который появился при путешествии Фрая в прошлое. Он 12 лет счастливо жил в XXI веке, только он грустил из-за того, что больше никогда не увидит Лилу. Но однажды он наткнулся на объявление про редкого кита-единорога по имени Лилу́, которая была очень одинока, и Фрай стал за ней ухаживать. Но этого кита-единорога пришлось отпустить в море, и тогда Фрай отправился на северный полюс на её поиски. После двух лет поиски увенчались успехом, но оказалось, что у Лилу есть возлюбленный, другой кит-единорог. Фрай, понимая, что счастье Лилу для него важнее всего, отпустил её, а сам вернулся в пиццерию мистера Пануччи. Там его застал Бендер, но, когда он поджёг его комнату, Фрай смог из неё выбраться, потеряв волосы и сломав голос от дыма, после чего, посмотрев на себя в зеркало, он обнаружил, что он и есть Ларс. Он вернулся в криолабораторию и заморозился на 990 лет, зная, что теперь Лила его полюбит. Однако во время свадьбы он узнал, что тело-дубликат обречено на преждевременную смерть, поэтому отказался жениться на Лиле. Но рассказать об этом ему помешал один из мошенников, который выжил благодаря противосудному жилету. Чтобы избавиться от него, Ларс разморозил Бендера, которого Фрай заморозил в прошлом на миллион лет, и который вот-вот должен был взорваться по программе самоуничтожения. Таким образом, он уничтожил мошенника, но ценой своей жизни.
Осталась одна проблема: татуировка с тела Фрая была удалена, но она осталась на теле Ларса. Чтобы избежать парадоксов, Бендер вернулся в 2000-й и наклеил татуировку на тело Фрая, находящегося в криогенной камере. В конце фильма обнаруживается, что один из парадоксов так и не был разрешён: Бендер, собирая ради своих новых хозяев величайшие ценности человечества, создал огромное количество дубликатов, которые не уничтожились, а остались в подвале Planet Express. Этот парадокс оказался неспособным разрешиться естественным путём, в результате чего дубликаты самоуничтожаются, а во Вселенной образуется разрыв.

## Персонажи

### Основные персонажи
- Фрай
- Бендер
- Туранга Лила
- Эми Вонг
- Хьюберт Фарнсворт
- Зойдберг
- Гермес Конрад
- Зубастик

### Второстепенные персонажи
Учитывая такие сцены, как «перелет на Нептун» и «свадьба Лилы и Ларса», в эпизоде встречаются практически все второстепенные персонажи из прошлых сезонов. Не хватает, разве что, Адлая Аткинса и Альказара.

### Новые персонажи
- Ларс Филлмор (на самом деле Филип Дж. Фрай)
- Лоло
- Доктор Кейхил
- Ханука Зомби
- Инопланетяне-нудисты во главе с Нударом
- Зилекс — новый персонаж, анонсированный в титрах. Он появляется в сцене раздачи еды обнищавшим землянам.